# Diego Costa
Diego da Silva Costa (Lagarto, 7 oktober 1988) is een Spaans-Braziliaans voetballer die doorgaans als spits uitkomt. Diego Costa debuteerde in 2014 als international in het Spaans voetbalelftal.

## Clubcarrière

### Jeugd
Costa werd geboren in Lagarto en door zijn ouders vernoemd naar Argentijns voetballer Diego Maradona, ondanks de rivaliteit tussen beide voetballanden. Zijn oudere broer heet Jair, vernoemd naar Jairzinho. Hij was fan van Palmeiras. Diego Costa voetbalde tot zijn zestiende op straat in São Paulo, waar hij in een winkel van zijn oom ging werken. Hij had connecties in het voetbal en raadde zijn neef aan bij Barcelona Esportivo Capela. Het was zijn eerste club in het voetbal, waar hij zo'n £100 per maand verdiende. In het onder 18-Taça de São Paulo toernooi viel hij op bij Portugees zaakwaarnemer Jorge Mendes. 

### SC Braga
De bekende zaakwaarnemer hielp hem in de winter van 2006 aan een contract bij SC Braga. Daar had hij in eerste instantie te kampen met eenzaamheid en het relatieve koude weer van Noord-Portugal. Hij speelde de eerste helft van het seizoen 2006/07 op huurbasis voor Penafiel, waar hij vijf keer scoorde in dertien wedstrijden. In december 2006 werd hij voor anderhalf miljoen euro verkocht aan Atlético Madrid. Hij werd voor de rest van het seizoen terug uitgeleend aan Braga. Daar maakte hij op 27 januari 2007 tegen Paços de Ferreira zijn debuut voor de club. Op 22 februari maakte hij zijn debuut in de UEFA Cup tegen Parma, waarin hij de enige treffer van de wedstrijd maakte. Daarmee scoorde hij zijn eerste doelpunt voor de club. Hij speelde in totaal negen maal voor Braga, waarin hij eenmaal scoorde. 

### Celta de Vigo
In de eerste twee seizoenen dat hij onder contract stond bij Atlético Madrid, werd hij tweemaal verhuurd. Eerst aan Celta de Vigo, waar hij getraind werd door oud-wereldspits Christo Stoitsjkov. In zijn zevende competitiewedstrijd scoorde hij zijn eerste doelpunt voor de club tegen Xerez. Vervolgens creëerde hij een opstootje door te gaan showboaten, waarna hij met een tweede gele kaart van het veld werd gestuurd. Twee maanden later raakte hij opnieuw beland in twee opstootjes. Tegen Málaga raakte hij verdediger Weligton Oliveira in het gezicht, waardoor hij hechtingen nodig had. Een week later werd hij met twee gele kaarten, voor een schwalbe en kritiek op de leiding, voor de tweede keer dat seizoen van het veld gestuurd. Bij Celta vormde hij lange tijd een goed duo met Quincy Owusu-Abeyie. Richting het einde van het seizoen werd Costa voor de derde keer dat seizoen met rood van het veld gestuurd, dit keer al in de eerste helft. Bij Celta kwam hij tot zes goals in 31 wedstrijden.

### Albacete
Hoewel hij met zijn temperament al een slechte reputatie had opgebouwd, genoot Costa die zomer de interesse van Salamanca, Gimnàstic de Tarragona en Málaga. Trainer García Pitarch ging voor die laatste optie liggen, omdat hij bang was voor het gedrag van Costa op de Costa del Sol. Op 22 augustus werd hij voor de rest van het seizoen verhuurd aan Albacete, eveneens uitkomend in de Segunda División. Negen dagen later debuteerde hij tegen Sevilla Atlético met zijn eerste doelpunt voor de club. Costa stond bij Albacete bekend om zijn wangedrag op en naast het veld. Hij werd tegen CD Tenerife van het veld gestuurd doordat hij de moeder van de scheidsrechter beledigde en ruziemaakte met zijn tegenstanders. Hij haalde practical jokes uit bij zijn teamgenoten, die hem 'die fucking Braziliaan' noemde. Ondanks alles was hij een belangrijke speler in het voorkomen van degradatie, door negen goals te scoren in de competitie. 

### Real Valladolid
In de zomer van 2009 toonde FC Barcelona interesse voor de spits, die in het tweede elftal zou spelen, maar dat bod wees Atlético af. Op 8 juli 2009 werd hij verkocht aan Real Valladolid, dat uitkwam in de Primera División. Doelman Sergio Asenjo bewandelde in die deal de omgekeerde weg. Atlético nam wel een terugkoopclausule van één miljoen euro op in het contract. Achteraf bleek dat er een mondelinge overeenkomst tussen Costa en trainer was dat hij sowieso na het seizoen weer terug zou keren, maar dat de deal permanent moest lijken, zodat Costa zich meer zou inzetten voor Real Valladolid. Hij maakte op 13 september tegen Valencia zijn debuut voor zijn nieuwe club. Tien dagen later scoorde hij tegen Osasuna zijn eerste doelpunt voor Real Valladolid. Hij scoorde zes keer in zijn eerste twaalf wedstrijden, maar scoorde daarna nog slechts één keer in bijna zes maanden. Wel pakte hij dat seizoen opnieuw een rode kaart, al zijn zesde in zijn op dat moment nog prille carrière. In zijn eerste seizoen op het hoogste Spaanse niveau kwam hij tot acht goals en zes assists in 34 competitiewedstrijden. Vervolgens keerde Costa terug bij Atlético.

### Atlético Madrid
Bij Atlético moest hij gaan concurreren met spitsen van formaat Sergio Agüero en Diego Forlán. Op 30 augustus 2010 maakte Costa tegen Sporting de Gijón met een assist eigenlijk zijn debuut voor de club. Op 26 september scoorde hij tegen Real Zaragoza de enige treffer van de wedstrijd, waarmee hij zijn eerste goal voor de club scoorde. Op 21 oktober scoorde hij tegen Rosenborg BK zijn eerste doelpunt in de Europa League. Op 3 april 2011 maakte hij tegen Osasuna zijn eerste hattrick in zijn carrière, waardoor Atlético de wedstrijd met 3-2 won. In alle competities kwam hij tot acht goals en vijf assists dat seizoen. 
In juli 2011 scheurde Costa in de voorbereiding op het nieuwe seizoen zijn kruisband, waardoor hij de eerste seizoenshelft volledig miste. Daardoor werd ook een transfer naar Beşiktaş, waar hij al een medische keuring had gedaan. Op 23 januari 2012 werd hij voor de rest van het seizoen verhuurd aan Rayo Vallecano. Op 5 februari maakte hij met een doelpunt zijn debuut voor Rayo Vallecano tegen Real Zaragoza. Het was zijn eerste wedstrijd in negen maanden. In totaal scoorde hij liefst tien keer in zestien wedstrijden.
In het seizoen 2012/13 kreeg hij zijn kans bij Atlético Madrid, waar hij vaker samen met Falcao ging spelen: hij speelde niet alleen in de spits, maar ook als rechts- en linksbuiten. Hij was belangrijk voor Atlético voor goals en assists, maar raakte in december toch opnieuw in diverse opstootjes. In de Madrileense derby tegen Real Madrid spuugde hij naar Sergio Ramos, waar hij niet voor werd bestraft. In de volgende Europa League-wedstrijd tegen Viktoria Plzen kreeg hij echter wel direct rood na een kopstoot naar David Limberský. Hij werd voor vier wedstrijden geschorst door de UEFA. Toch viel hij ook positief op: hij kwam tot twintig goals en dertien assists in 44 wedstrijden. Daar zaten ook acht goals in acht Copa del Rey-wedstrijden tussen, waaronder in de finale tegen Real Madrid, die na verlenging met 2-1 gewonnen werd. 
In het seizoen 2013/14 werd Costa na het vertrek van Radamel Falcao belangrijker voor Atletíco en ondanks de komst van mede-aanvaller David Villa wist hij in de eerste tien competitiewedstrijden al elfmaal te scoren. Op 22 oktober scoorde hij in zijn Champions League-debuut tweemaal tegen Austria Wien. Na in acht duels acht doelpunten gemaakt te hebben, stond Costa in de finale (4–1 verlies) van de Champions League tegen Real Madrid in de basis. Door een blessure moest hij zich in de negende minuut door Adrián laten vervangen. Het was wel het productiefste seizoen uit zijn carrière. Hij scoorde 36 goals in 52 wedstrijden, mede door een ijzersterke eerste seizoenshelft: hij scoorde negentien keer in zijn eerste zeventien competitiewedstrijden. Dat seizoen won Atlético voor het eerst sinds 1996 de Spaanse competitie en eindigde Costa als derde op de topscorerslijst, achter Cristiano Ronaldo en Lionel Messi.

### Chelsea
Op 1 juli 2014 betaalde Chelsea de uitkoopclausule van £32 miljoen aan Atlético Madrid. Op 15 juli tekende hij voor vijf seizoenen bij Chelsea, dat hem een salaris van £150.000 aanbood. Hij nam het rugnummer 19 over van Demba Ba, hetzelfde rugnummer dat hij droeg voor Atlético en voor Spanje op het WK 2014. Op 18 augustus maakte hij zijn debuut voor Chelsea tegen Burnley (3-1 winst), waarin hij direct zijn eerste doelpunt maakte. Met vier goals in vier wedstrijden, werd hij uitgeroepen tot Premier League Player of the Month voor augustus. In zijn vierde wedstrijd scoorde hij tegen Swansea City zijn eerste hattrick, waarmee hij zeven keer had gescoord in zijn eerste vier wedstrijden. Daarmee had hij het record van meeste goals in zijn eerste vier Premier League-wedstrijden. Dat nam hij over van Sergio Agüero (zes goals). In januari 2015 werd Costa voor drie wedstrijden geschorst voor natrappen bij Emre Can in de EFL Cup-halve finale tegen Liverpool. Op 1 maart scoorde Costa in de finale van de EFL Cup tegen Tottenham Hotspur, dat met 2-0 verslagen werd. Hij werd verkozen tot een van de twee spitsen in het PFA Team of the Year, naast Harry Kane. Vijf van zijn ploeggenoten stonden ook in dat team. Dat seizoen werd Chelsea kampioen van de Premier League, waarin Costa met twintig goals in 26 wedstrijden een groot aandeel had.
In zijn tweede seizoen won Chelsea geen prijzen, maar kwam Costa wel tot zestien goals en tien assists in alle competities. Toch was hij opnieuw betrokken bij de nodige incidenten. In een 2-0 overwinning op rivaal Arsenal sloeg hij Laurent Koscielny meerdere keren, waarna Gabriel Paulista met zijn reactie, waar later weinig aan de hand leek, een rode kaart ontving. Arsène Wenger, trainer van de tegenstander, noemde zijn gedrag 'afschuwelijk' en teamgenoot Kurt Zouma reageerde door te zeggen: "Diego houdt ervan om vals te spelen", waarna hij later rectificeerde door te zeggen: "Diego is een speler die graag druk op zijn tegenstander zet. Een paar dagen later werd hij door de FA gestraft met een schorsing van drie wedstrijden. 
In november viel Costa opnieuw onsportief, door met zijn schoen de borst van Liverpool-verdediger Martin Škrtel te raken. Hij werd daarvoor niet gestraft. Na het ontslag van José Mourinho en de aanstelling van Guus Hiddink, verbeterde het spel van de Braziliaan, die werd bekritiseerd om zijn slechte vorm. Onder de Nederlandse trainer scoorde hij zeven keer in zijn eerste acht wedstrijden. Op 12 maart 2016 ontving Costa de rode kaart doordat hij in de FA Cup-kwartfinale tegen Everton tegenstander Gareth Barry probeerde te bijten. Op 2 mei was Costa tegen Tottenham Hotspur juist het slachtoffer: Mousa Dembélé stak zijn vingers in zijn ogen en werd voor zes wedstrijden geschorst.
Het seizoen 2016/17 begon Costa uitstekend, met dertien goals en vijf assists in de eerste zeventien speelrondes. Desondanks botste het in januari 2017 tussen Costa en trainer Antonio Conte, waardoor interesse vanuit de Chinese Super League kwam. Op 22 januari keerde hij terug in de basis van Chelsea, waarin hij zijn 52'ste goal scoorde in zijn 100'ste wedstrijd. Hij werd dat seizoen clubtopscorer met 22 goals en won opnieuw de Premier League. Toch werd hem in juni 2017 door Conte verteld dat hij geen deel zou uitmaken van zijn plannen voor het volgende seizoen en dat hij kon uitkijken naar een nieuwe club. In totaal kwam Costa tot 120 wedstrijden voor Chelsea, waarin hij goed was voor 59 goals en 21 assists.

### Terug bij Atlético Madrid
Op 21 september 2017, nadat Costa uit de selecties van Chelsea voor de competitie en Champions League was gehouden, maakte Chelsea bekend dat Costa in januari 2018 zou verkassen naar zijn vorige club Atlético. Op 3 januari maakte hij zijn rentree in de Copa del Rey-wedstrijd tegen Club Lleida Esportiu, vijf minuten na zijn invalbeurt. Drie dagen later scoorde hij ook meteen in zijn eerste competitiewedstrijd tegen Getafe, maar werd hij ook direct met een rode kaart van het veld gestuurd door een elleboogstoot richting Djené Dakonam en provocerend juichen richting het uitpubliek. Hij was goed voor zeven goals en zes assists in 23 wedstrijden dat seizoen. Toch zou hij zijn oude vorm bij Atlético niet meer terugvinden. Hij kwam tot slechts vijf goals en drie assists in zijn eerste volledige seizoen terug bij Atlético. Hij miste bovendien de laatste zeven wedstrijden van het seizoen voor het aanvallen van een scheidsrechter tegen FC Barcelona. 
Op 18 juni 2020 speelde Costa zijn 200ste wedstrijd voor Atlético Madrid in een 5-0 overwinning tegen Osasuna. Hij was opnieuw goed voor slechts vijf goals en vijf assists en op 29 december, nadat Costa een half jaar slechts sporadisch in actie kwam, werd zijn contract beëindigd, waardoor hij transfervrij was. In totaal speelde Costa 216 wedstrijden voor Atlético, waarin hij tot 83 goals en 36 assists kwam. 

### Atlético Mineiro
In augustus 2021 tekende Costa tot eind december 2022 een contract bij Atlético Mineiro. Hij scoorde bij zijn debuut op 29 augustus 2021, kwam van de bank in de tweede helft en zorgde voor een 1–1 gelijkspel in de Série A tegen Red Bull Bragantino. Op 16 januari 2022 liet Costa via Instagram weten Atlético Mineiro te verlaten. Costa won met Atlético Mineiro de Série A en Copa do Brasil en kwam tot vijf goals en één assist in negentien wedstrijden.

### Wolverhampton Wanderers
In september 2022 tekende Costa, na ruim acht maanden zonder club te hebben gezeten, een eenjarig contract bij Wolverhampton Wanderers. Daar maakte hij op 1 oktober tegen West Ham United zijn debuut. Later die maand pakte hij tegen Brentford zijn twaalfde rode kaart uit zijn carrière. Op 18 februari 2023 speelde hij zijn 100ste wedstrijd in de Premier League. Op 15 april 2023 scoorde hij tegen Brentford zijn eerste en enige doelpunt voor Wolverhampton. Hij speelde 25 wedstrijden voor Wolves.

### Brazilië
Op 12 augustus 2023 tekende Costa bij Botafogo in zijn geboorteland en zeven dagen later maakte hij tegen São Paulo zijn debuut. Een week later scoorde hij tegen EC Bahia zijn eerste twee goals voor de club. Hij scoorde drie goals in vijftien wedstrijden en vertrok vervolgens naar Grêmio. Daar pakte hij in zijn tweede wedstrijd een directe rode kaart, waarna hij door een hamstringblessure drie maanden moest missen. Voor Grêmio kwam hij tot acht goals en vijf assists in 26 wedstrijden, waarna zijn contract op 1 januari 2025 afliep.

## Clubstatistieken
| Seizoen        | Club                    | Competitie         | Competitie | Competitie | Beker | Beker | Overig | Overig | Totaal | Totaal |
| Seizoen        | Club                    | Competitie         | Wed.       | Dlp.       | Wed.  | Dlp.  | Dlp.   | Dlp.   | Wed.   | Dlp.   |
| -------------- | ----------------------- | ------------------ | ---------- | ---------- | ----- | ----- | ------ | ------ | ------ | ------ |
| 2006/07        | → FC Penafiel           | Segunda Liga       | 13         | 5          | 0     | 0     | –      | –      | 13     | 5      |
| 2006/07        | Sporting Braga          | Primeira Liga      | 7          | 0          | 2     | 1     | –      | –      | 9      | 1      |
| 2007/08        | → Celta de Vigo         | Segunda División A | 30         | 6          | 1     | 0     | –      | –      | 31     | 6      |
| 2008/09        | → Albacete              | Segunda División A | 35         | 9          | 1     | 0     | –      | –      | 36     | 9      |
| 2009/10        | Real Valladolid         | Primera División   | 34         | 8          | 2     | 1     | –      | –      | 36     | 9      |
| 2010/11        | Atlético Madrid         | Primera División   | 28         | 6          | 5     | 1     | 6      | 1      | 39     | 8      |
| 2011/12        | Atlético Madrid         | Primera División   | 0          | 0          | 0     | 0     | –      | –      | 0      | 0      |
| 2011/12        | → Rayo Vallecano        | Primera División   | 16         | 10         | 0     | 0     | –      | –      | 16     | 10     |
| 2012/13        | Atlético Madrid         | Primera División   | 31         | 10         | 8     | 8     | 5      | 2      | 44     | 20     |
| 2013/14        | Atlético Madrid         | Primera División   | 35         | 27         | 8     | 1     | 9      | 8      | 52     | 36     |
| 2014/15        | Chelsea                 | Premier League     | 26         | 20         | 4     | 1     | 7      | 0      | 37     | 21     |
| 2015/16        | Chelsea                 | Premier League     | 28         | 12         | 5     | 2     | 8      | 2      | 41     | 16     |
| 2016/17        | Chelsea                 | Premier League     | 35         | 20         | 7     | 2     | –      | –      | 42     | 22     |
| 2017/18        | Chelsea                 | Premier League     | –          | –          | –     | –     | –      | –      | 0      | 0      |
| 2017/18        | Atlético Madrid         | Primera División   | 15         | 3          | 3     | 2     | 5      | 2      | 23     | 7      |
| 2018/19        | Atlético Madrid         | Primera División   | 16         | 2          | 0     | 0     | 5      | 3      | 21     | 5      |
| 2019/20        | Atlético Madrid         | Primera División   | 23         | 5          | 0     | 0     | 7      | 0      | 30     | 5      |
| 2020/21        | Atlético Madrid         | Primera División   | 7          | 2          | 0     | 0     | –      | –      | 7      | 2      |
| 2021           | Atlético Mineiro        | Série A            | 15         | 4          | 3     | 1     | 1      | 0      | 26     | 7      |
| 2022/23        | Wolverhampton Wanderers | Premier League     | 23         | 1          | 2     | 0     | –      | –      | 25     | 1      |
| 2023           | Botafogo                | Série A            | 13         | 3          | 0     | 0     | 2      | 0      | 15     | 3      |
| 2024           | Grêmio                  | Série A            | 14         | 1          | 6     | 6     | 6      | 1      | 26     | 8      |
| Carrièretotaal | Carrièretotaal          | Carrièretotaal     | 444        | 134        | 57    | 26    | 61     | 19     | 562    | 179    |

Bijgewerkt tot en met 31 januari 2025.

## Interlandcarrière
Diego Costa maakte op 29 oktober 2013 bekend dat hij voor het Spaans voetbalelftal wilde uitkomen. Omdat de twee wedstrijden die hij op dat moment al voor Brazilië had gespeeld allebei vriendschappelijk waren, stond de FIFA deze wissel toe.
Diego Costa debuteerde op woensdag 5 maart 2014 in het Spaans voetbalelftal. Toenmalig bondscoach Vicente del Bosque stelde hem die dag op tijdens een oefeninterland die de op dat moment regerend wereld- en Europees kampioen in het Estadio Vicente Calderón in Madrid met 1–0 won van Italië. Diego Costa maakte op het wereldkampioenschap 2014 in Brazilië zijn debuut in een interlandtoernooi. Hij speelde 63 minuten in een met 1–5 verloren groepswedstrijd tegen Nederland, waarna hij werd vervangen door Fernando Torres. In de 27e minuut liet Costa zich vallen na een verdedigende actie van Stefan de Vrij, waarna scheidsrechter Nicola Rizzoli een strafschop toekende. De strafschop werd bekritiseerd en beschouwd als onterecht. Tijdens zijn aanwezigheid op het veld werd Costa uitgefloten door het Braziliaanse publiek.
Costa scoorde op zondag 12 oktober 2014 voor het eerst voor het Spaans voetbalelftal, dat die dag een kwalificatiewedstrijd voor het EK 2016 in en tegen Luxemburg speelde. Hij maakte in de 69ste minuut de 0–3 in een wedstrijd die in 0–4 eindigde.
Costa maakte eveneens deel uit van de Spaanse selectie, die onder leiding van interim-bondscoach Fernando Hierro in 2018 deelnam aan de WK-eindronde in Rusland. Daar wist de ploeg niet te overtuigen; in groep B werd gelijkgespeeld tegen Portugal (3–3) en Marokko (2–2). Spanje won in de poulefase alleen van Iran (1–0). In de achtste finales trokken de Zuid-Europeanen vervolgens in de strafschoppenreeks aan het kortste eind in het duel met gastland Rusland (3–4), nadat beide teams in de reguliere speeltijd plus verlenging op 1–1 waren blijven steken. Koke en Iago Aspas misten voor Spanje vanaf elf meter, oog in oog met de Russische doelman Igor Akinfejev. Costa kwam in alle duels in actie, maar werd in alle gevallen voortijdig naar de kant gehaald. Hij scoorde drie keer.

## Erelijst
| Competitie                    |                 |                  |                 |                 |
| Competitie                    | Aantal          | Jaren            |                 |                 |
| Atlético Madrid               | Atlético Madrid | Atlético Madrid  | Atlético Madrid | Atlético Madrid |
| ----------------------------- | --------------- | ---------------- | --------------- | --------------- |
| UEFA Europa League            | 1x              | 2017/18          |                 |                 |
| UEFA Super Cup                | 3x              | 2010, 2012, 2018 |                 |                 |
| Primera División              | 2x              | 2013/14, 2020/21 |                 |                 |
| Copa del Rey                  | 1x              | 2012/13          |                 |                 |
| Chelsea                       |                 |                  |                 |                 |
| Premier League                | 2x              | 2014/15, 2016/17 |                 |                 |
| Football League Cup           | 1x              | 2014/15          |                 |                 |
| Atlético Mineiro              |                 |                  |                 |                 |
| Campeonato Brasileiro Série A | 1x              | 2021             |                 |                 |
| Copa do Brasil                | 1x              | 2021             |                 |                 |

Individueel/records als speler
| Prijs                                        |             |                                      |             |             |
| Prijs                                        | Aantal      | Jaren                                |             |             |
| Individueel                                  | Individueel | Individueel                          | Individueel | Individueel |
| -------------------------------------------- | ----------- | ------------------------------------ | ----------- | ----------- |
| La Liga – Speler van de Maand                | 1x          | September 2013                       |             |             |
| La Liga – Team van het Seizoen               | 1x          | 2013/14                              |             |             |
| Trofeo EFE                                   | 1x          | 2013/14                              |             |             |
| UEFA Champions League – Team van het Seizoen | 1x          | 2013/14                              |             |             |
| Trofeo Zarra                                 | 1x          | 2013/14                              |             |             |
| Premier League – Speler van de Maand         | 2x          | Augustus 2014, november 2016         |             |             |
| PFA – Team van het Jaar                      | 1x          | 2014/15                              |             |             |
| Records                                      |             |                                      |             |             |
| UEFA Super Cup – Snelste Doelpunt            | 1x          | 2018 (49 seconden tegen Real Madrid) |             |             |